# MCPA
MCPA  eller 2-methyl-4-chlorophenoxy eddikesyre er et kraftigt virkede og selektivt  herbicid, ukrudtsmiddet, der er vidt udbredt og også brugt i Danmark. I tidsrummet fra 1963 til 2005 var MCPA det næstmest brugte aktivstof i Danmark.
Kemisk set er MCPA analogt med mechlorprop eller 2(4-chlor-2-metylphenoxy) propansyre
I nogle danske drikkevandsboringer er MCPA fundet i mængder, der overstiger den godkendte grænseværdi